# الأثر البيئي للتنمية في سونداربانس
الأثر البيئي للتنمية في سونداربانس هو دراسة التأثير البيئي على سونداربانس، وهي كبرى غابات الأيكة الساحلية ذات الطريق الفردي. تتألف من منطقة جغرافية تبلغ مساحتها 9629 كيلومتر مربع (3718 ميل مربع)، تشمل هذه المساحة 4185 كيلومتر مربع (1616 ميل مربع) من الأراضي الحرجية المحمية، وهي منطقة طبيعية تقع جزئيًا في جنوب بنغلاديش وجزئيًا في ولاية البنغال الغربية الهندية. من الناحية البيئية، تعد جزءًا جنوبيًا من دلتا الغانج بين نهر هوغلي في الهند غربًا ونهر ميغنا في بنغلاديش من الشرق ويحدها غانغا-بادما و بادما-ميغنا من الشمال وخليج البنغال في الجنوب. تعد المنطقة خارج الأراضي الحرجية المحمية مأهولة بمستوطنات بشرية بلغ مجموع سكانها نحو 4 ملايين (في عام 2003).

## خلفية
تعد سونداربانس أيضًا إحدى مواقع التراث العالمي بحسب اليونسكو. تراجعت المنطقة التي تغطيها أشجار الأيكة الساحلية على مر السنين بسبب التنمية البشرية لكنها الآن محمية بموجب تفويضات قانونية مختلفة. تشتهر الغابة بتنوعها الواسع في الحياة البرية، خاصةً الببر البنغالي الملكي المهدد بالانقراض. بالإضافة إلى توفير عدد من خدمات النظام البيئي، تساهم سونداربانس أيضًا في التنمية الاجتماعية والاقتصادية للمجتمعات المجاورة والبلاد ككل. رغم ذلك، وجد البعض أن التطورات الأخيرة في المنطقة سببت خللًا في توازنها البيئي.

## القيمة البيئية لسونداربانس
تعد سونداربانس أكبر كتلة منفردة من غابات الأيكة الساحلية الملحية المدية في العالم. تتقاطع مع شبكة معقدة من مجاري المد والجزر والسهول الطينية والجزر الصغيرة من غابات الأيكة الساحلية التي تتحمل الملح. طُورت مجموعة متنوعة من الموائل لاستيعاب الحياة البرية، بما في ذلك الشواطئ، ومصبات الأنهار، والمستنقعات الدائمة وشبه الدائمة، والسهول الطينية، وجداول المد والجزر، والكثبان الساحلية، والكثبان الخلفية، والسدود الترابية. بالإضافة إلى العدد الكبير من أشجار الأيكة الساحلية المتنوعة، يمكن إيجاد 200 نوع نباتي وأكثر من 400 نوع من الأسماك وأكثر من 300 نوع من الطيور و35 نوع من الزواحف و42 نوع من الثدييات وعدد لا يحصى من اللافقاريات القاعية والبكتيريا والفطريات وما إلى ذلك. تشمل أنواع الحيوانات البرية البارزة التي تعيش في الغابة الإوزيات، البلشونيات، البجع، الأيل المرقط، المكاك الريسوسي، الخنازير البرية، الببور، سحالي مراقبة المياه، القطط السماكة، القُضاعات، لجأة ردلي الزيتونية، التماسيح، سلاحف نهر تيرابين الشمالي، والطيور المهاجرة.
توفر سونداربانس أيضًا حاجزًا حيويًا ضد الأعاصير الشائعة في هذا الجزء من العالم، وأُطلق عليها اسم «حامية طبيعية ... لنحو 40 مليون شخص».

## لمحة تاريخية عن التنمية في سونداربانس
كانت سونداربانس قليلة الكثافة السكانية حتى القرن التاسع عشر. هناك أدلة على وجود مستوطنات بشرية مبعثرة فقط يعود تاريخها إلى القرن الثامن. شهد القرن التاسع عشر بداية إنشاء مساكن بشرية دائمة في المنطقة، من خلال إزالة الغابات في المناطق المنخفضة وإنشاء سدود دائرية. حدث ذلك غالبًا في عام 1771 بتحريض من الجابي العام البريطاني الذي وضع خطة لتقسيم سونداربانس إلى أراضٍ وتأجيرها لأصحاب الأراضي المحتملين لاستغلال وتصدير الأخشاب وتحصيل الإيرادات. أحضر أصحاب الأراضي المجتمعات الزراعية الفقيرة من أجزاء من البنغال ومن الدول المجاورة لإزالة الغابة والبدء في عمليات التنمية. في أثناء القرن الذي أعقب بدء الخطة، أُزيحت الحدود الشمالية لغابات الأيكة الساحلية بنحو 10-20 كم إلى الجنوب الشرقي. بحلول عام 1876، أعلنت الحكومة البريطانية أن جميع مناطق الأيكة الساحلية التي لم تُؤجر بعد، خاضعة للحماية. بالإضافة إلى اللوائح، وُجد أن الأسباب الاقتصادية مثل التكلفة العالية لتحويل الأراضي بسبب البيئة المدية والجزرية والمالحة بالإضافة إلى وجود ببور البنغال الملكية، هي الدوافع الرئيسية لمنع تدمير أشجار الأيكة الساحلية. ساعد الترسيم الواضح لحدود الغابات على طول الأنهار وخليج البنغال أيضًا في حماية الغابة.
رغم إصدار اللوائح، بين عامي 1873 و1968، انخفضت المساحة المغطاة بأشجار الأيكة الساحلية إلى النصف تقريبًا بسبب تحويل الغابات إلى أراضي زراعية ومستوطنات. قد يعزى هذا إلى الهجرة الجماعية إلى سونداربانس بعد نهاية الحكم الاستعماري وإنشاء الهند وباكستان كدولتين منفصلتين. أدى ذلك إلى انتقال حدود غابات الأيكة الساحلية إلى الجنوب وإزالة المنطقة الواقعة بين نهر هوغلي ونهر مالتا. بعد تشكيل دولة بنغلاديش في عام 1971، وبعد وضع تشريعات مختلفة لحماية الحياة البرية والغابات من قبل الدولة في عام 1972، خضعت غابات الأيكة الساحلية في سونداربانس إلى الحماية من خلال التدابير القانونية التي وُضعت في المقام الأول لحماية وزيادة أعداد الببور المهددة. نتيجةً لذلك، ورغم الكثافة السكانية المتزايدة في السنوات التي تلت ذلك، ظلت المساحة الإجمالية التي تغطيها أشجار الأيكة الاحلية مستقرة إلى حد ما منذ ستينيات القرن العشرين.

## ثقافة ومعيشة سكان سونداربانس
تعتمد مجتمعات كاملة في سونداربانس بشكل مباشر على الغابة ومعابرها المائية لكسب العيش، من مصايد الأسماك إلى إنتاج العسل. يعتمد نحو 85% من سكان سونداربانس على الزراعة. يتحدد الوضع الاجتماعي والاقتصادي بشكل كبير من خلال حيازة الأراضي. هناك أيضًا فجوة اجتماعية واقتصادية بين مجتمع الصيادين، نظرًا لأن بعض الصيادين فقط يمتلكون القوارب ويستطيعون الحصول على تراخيص رسمية للصيد.
كثيرًا ما تتأثر حياة سكان سونداربانس بالنزاعات بين الإنسان والحيوان؛ تشيع حوادث هجمات الببور والتماسيح كل عام. في عام 2008، قُتل ستة أشخاص على يد الببور داخل محمية سونداربانس للببور. بسبب حوادث الوفيات والإصابات الناتجة عن الصراع بين الإنسان والحيوان، والإفراط في صيد الأسماك، وإزالة الغابات، فرضت الدولة العديد من القيود على استراتيجيات كسب العيش. حاولت إدارة الغابات في الدولة تقليل اعتماد السكان المحليين على الغابة لكسب عيشهم عبر إنشاء مشاريع تطوير البنية التحتية مثل بناء الطرق والمرافئ البحرية، وحفر قنوات الري والبرك، وتوفير المصابيح الشمسية، وإنشاء عدد قليل من المرافق الطبية. أظهرت الدراسات أن غالبية السكان يفهمون ويدعمون الحفاظ على غابات الأيكة الساحلية وأنظمتها البيئية. ومع ذلك، غالبًا ما تشكل العوامل الاجتماعية والديموغرافية المتصورة مثل الفقر الشديد، ونقص الالتزام السياسي، وغياب المؤسسات على مستوى المجتمع، عوائق أمام التنفيذ الناجح لسياسات الحفاظ.
من حيث النقل والاتصالات، ما تزال سونداربانس منطقة متخلفة. تعد الأعداد الحالية ونوعية مرافق البنى التحتية مثل مراكز الخدمات الزراعية وموانئ الصيد ومرافق بناء القوارب ومصانع الثلج أو المخازن الباردة غير كافية لتلبية متطلبات الأنشطة التنموية.

## التهديدات البيئية
تخضع سونداربانس بشدة لمجموعة متنوعة من الأنشطة البشرية، بما في ذلك القوارب الكثيرة وصيد الأسماك، والتجريف، وأنشطة السياحة والموانئ، وتشغيل القوارب الآلية، وحفر الرمال من قاع النهر، وإنشاء محطات توليد الطاقة الفحمية. يوجد عدد من الأنواع المهددة بالانقراض في سونداربانس، بما في ذلك نوعين من الدلافين النهرية ونوع من الطيور المستوطنة تابع إلى الكركيات المقنعة Heliopais personatus، وهو أكثر عرضة للخطر بسبب هذه التهديدات البيئية. قد تؤدي التهديدات الحالية على النظام البيئي أيضًا إلى تناقص عدد ببور البنغال الملكية في الجانب من الغابة التابع إلى بنغلاديش.